# Subject-to-tax-Klausel
Der Rechtsbegriff Subject-to-tax-Klausel (deutsch auch Rückfallklausel) entstammt dem internationalen Steuerrecht, wo er innerhalb von Doppelbesteuerungsabkommen vereinbart wird.
Zwar enthält das OECD-Musterabkommen keine solche Klausel, gerade Deutschland hat sie aber in vielen (neueren) Doppelbesteuerungsabkommen meist als Ergänzung zum Methodenartikel (in der Regel Art. 24 nach OECD-Musterabkommen, beispielsweise im Rahmen eines Zusatzprotokolls) vereinbart. Ein Beispiel ist das DBA mit Italien (Zusatzprotokoll zu Art. 24).
Während Doppelbesteuerungsabkommen grundsätzlich das Ziel der Vermeidung (bzw. Verringerung) tatsächlicher Doppelbesteuerung haben, richtet sich eine im Abkommen vereinbarte Subject-to-tax-Klausel gegen virtuelle Doppelbefreiung. Diese würde entstehen, wenn der Staat, dem laut DBA das Besteuerungsrecht zustehen würde (in der Regel der Quellenstaat) tatsächlich keine Besteuerung vornimmt, während die Einkünfte im anderen Staat (in der Regel der Ansässigkeitsstaat) dem DBA folgend freigestellt werden würden. Die Subject-to-tax-Klausel regelt in diesem Fall, dass der Wohnsitzstaat eine Besteuerung vornehmen darf. Sie wird daher auch als Rückfallklausel bezeichnet, die das Entstehen weißer Einkünfte verhindert.
Im nationalen Steuerrecht bestehen ebenfalls verschiedene Rückfallklauseln, insbesondere § 50d Abs. 8 bis 12 EStG.